# Агамия
Агами́я (от греч. a — отриц. част. и gamos — супружество) — в социологическом смысле безбрачие или отсутствие предписаний, требующих от членов группы вступать в брак только в пределах группы или запрещающих такие браки. Так же может рассматриваться как антропологическое понятие — абсолютный запрет половых отношений между членами коллектива — или биологическое, где будет означать отсутствие пола.
Агамия в антропологическом значении представляет собой запрет всех вообще половых отношений между членами рода в одинаковой степени как брачных, так и небрачных, и является основной нормой в доклассовых обществах, регулировавшей отношения между полами. В ряде первобытных обществ запрет вступать в половые отношения с членами своего рода сочетался с требованием вступать в такие отношения исключительно лишь с членами другого определённого рода. Точно такие же требования предъявлял к своим членам и этот последний род. Так возникает своеобразный союз двух родов, каждый из которых запрещал половые отношения внутри себя и обязывал своих членов искать половых партнёров в союзном роде. Таким образом, при соединении двух матрилинейных экзогамных племён (фратрий) возникает дуальнородовая организация.
По всей видимости, на этапе становления праобщины (первобытной общины, основанной на родовых связях) эндогамию сменила сначала частичная внутренняя агамия, которая затем сменилась полной внутренней агамией (полным запретом сексуальных связей внутри коллектива, экзогамией).
В культуре упоминание агамии как социологического и антропологического явления можно встретить во многих исторических трудах[каких?].